# Función trigamma

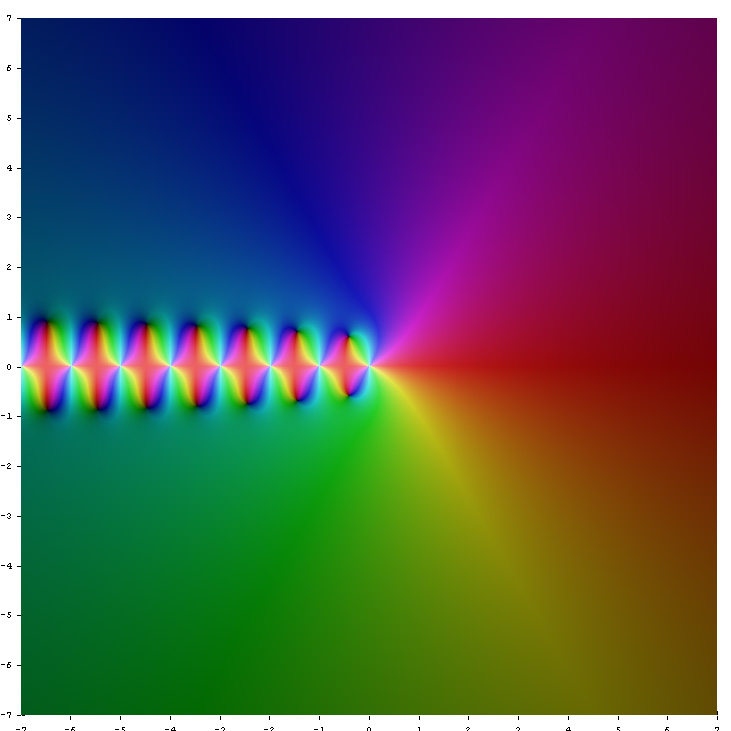
Trigamma function in the complex plane. The color of a point encodes the value of. Strong colors denote values close to zero and hue encodes the value's argument.

En matemática, la función trigamma, denotada mediante ψ1(z), es la segunda de las funciones poligamma, y es definida mediante 
{\displaystyle \psi _{1}(z)={\frac {d^{2}}{dz^{2}}}\ln \Gamma (z)}.
Se observa de esta definición que
{\displaystyle \psi _{1}(z)={\frac {d}{dz}}\psi (z)}
donde ψ(z) es la función digamma. Se puede definir también como la suma de la serie
{\displaystyle \psi _{1}(z)=\sum _{n=0}^{\infty }{\frac {1}{(z+n)^{2}}},}
haciéndola un caso especial de la función zeta de Hurwitz
{\displaystyle \psi _{1}(z)=\zeta (2,z).{\frac {}{}}}
Nótese que las dos últimas fórmulas son válidas cuando 1-z no es un número natural.

## Representaciones
Una representación, en forma de integral doble, como una alternativa a una de las dadas arriba, puede ser derivada de la representación en forma de serie:
{\displaystyle \psi _{1}(z)=\int _{0}^{1}\int _{0}^{y}{\frac {x^{z-1}y}{1-x}}\,dx\,dy}
usando la fórmula de la suma de la serie geométrica. Integrando por partes se obtiente:
{\displaystyle \psi _{1}(z)=-\int _{0}^{1}{\frac {x^{z-1}\ln {x}}{1-x}}\,dx}
Una expansión asintótica en términos de los números de Bernoulli es
{\displaystyle \psi _{1}(1+z)={\frac {1}{z}}-{\frac {1}{2z^{2}}}+\sum _{k=1}^{\infty }{\frac {B_{2k}}{z^{2k+1}}}}.

### Fórmulas de recurrencia y reflexión
La función trigamma satisface la siguiente relación de recurrencia:
{\displaystyle \psi _{1}(z+1)=\psi _{1}(z)-{\frac {1}{z^{2}}}}
y la fórmula de reflexión:
{\displaystyle \psi _{1}(1-z)+\psi _{1}(z)=\pi ^{2}\csc ^{2}(\pi z).\,}

### Valores especiales
La función trigamma tiene los siguientes valores especiales:
{\displaystyle \psi _{1}\left({\frac {1}{4}}\right)=\pi ^{2}+8K}
{\displaystyle \psi _{1}\left({\frac {1}{2}}\right)={\frac {\pi ^{2}}{2}}}
{\displaystyle \psi _{1}(1)={\frac {\pi ^{2}}{6}}}
donde K representa la constante de Catalan.